# Rothenfels (Bawaria)
Rothenfels – miasto w Niemczech, w kraju związkowym Bawaria, w rejencji Dolna Frankonia, w regionie Würzburg, w powiecie Main-Spessart, wchodzi w skład wspólnoty administracyjnej Marktheidenfeld. Leży ok. 15 km na południowy zachód od Karlstadt, nad Menem, przy byłej linii kolejowej Lohr am Main - Würzburg.
Rothenfels jest najmniejszym miastem Bawarii.

## Polityka
Od 1996 burmistrzem jest Rosemarie Richartz.

## Zabytki
- zamek Rothenfels wybudowany w XII wieku, aktualnie znajduje się tam schronisko młodzieżowe